# Vladimir den heliges katedral (Chersonesos)

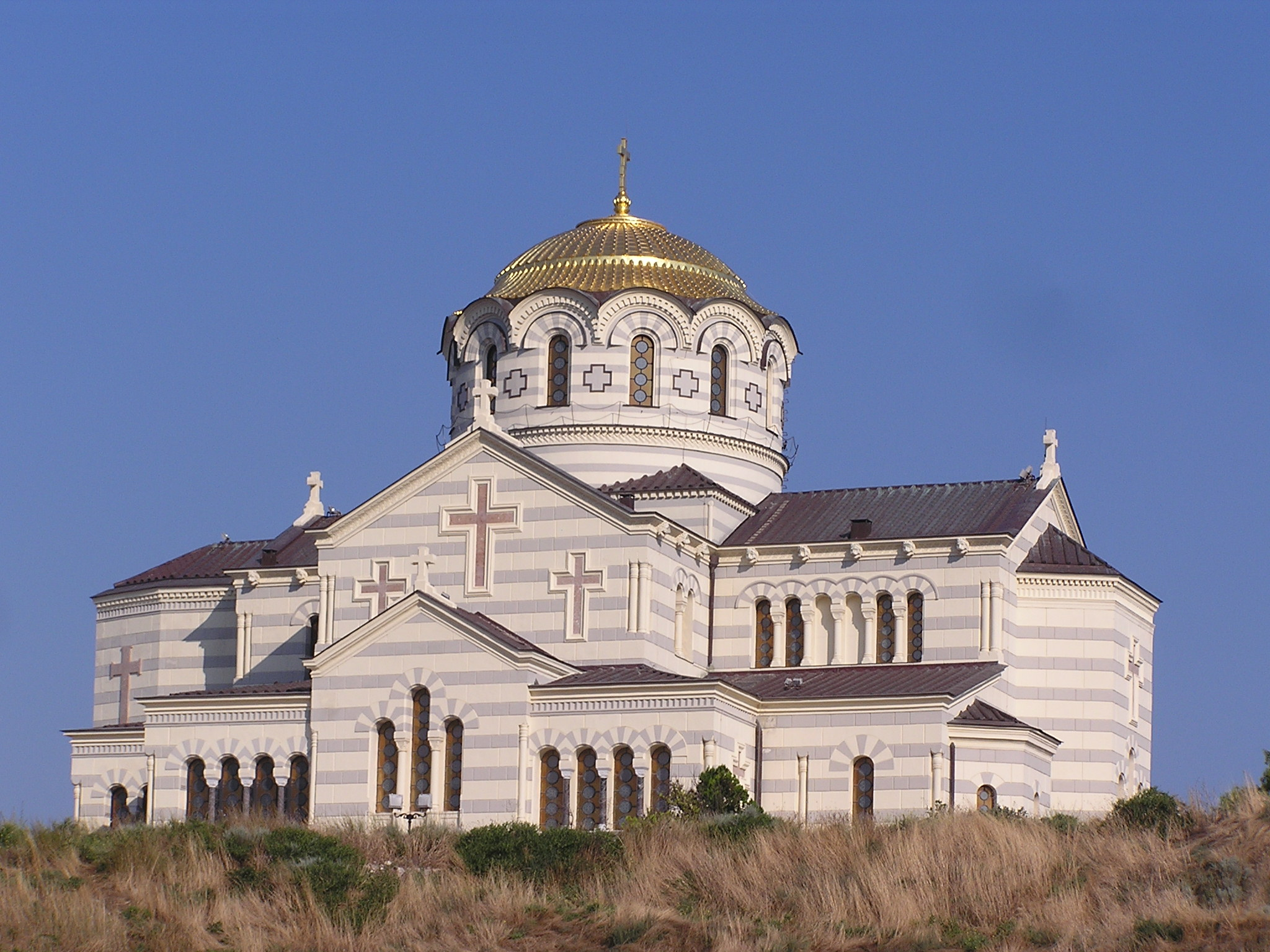
Vladimir den heliges katedral i Chersonesos

Vladimir den heliges katedral är en rysk ortodox katedral i Chersonesos på Krim uppfördes i slutet av 1800-talet (klar 1892) uppe på en liten höjd med utsikt över området för utgrävningarna av det antika Chersonesos.; arkitektoniskt i nybysantinsk stil, avsedd att fira minnet av platsen där Vladimir I av Kiev döpte sig 988.